# Chironomus fraterculus
Chironomus fraterculus är en tvåvingeart som först beskrevs av Zetterstedt 1850.  Chironomus fraterculus ingår i släktet Chironomus och familjen fjädermyggor.
Artens utbredningsområde är Danmark. Inga underarter finns listade i Catalogue of Life.